# Callianthe latipetala
Callianthe latipetala är en malvaväxtart som först beskrevs av G.L.Esteves och Krapov., och fick sitt nu gällande namn av Donnell. Callianthe latipetala ingår i släktet Callianthe och familjen malvaväxter. Inga underarter finns listade i Catalogue of Life.